# Rio Paraíba do Meio
O rio Paraíba do Meio é um curso de água que banha os estados de Pernambuco e Alagoas.

## Etimologia
Paraíba é um termo de origem tupi que significa «água/mar ruim» [para beber], através da junção dos termos pará (mar) e aíba (ruim). Já o «do meio» é referência a sua posição entre os outros dois rios que recebem o mesmo nome: o rio Paraíba do Norte, localizado no estado da Paraíba, e o rio Paraíba do Sul, situado na região sudeste.

## Bacia hidrográfica
O Paraíba do Meio nasce no município de Saloá, Pernambuco e sua bacia hidrográfica abrange uma área de 3.143 km² em oito municípios pernambucanos (Bom Conselho, Brejão, Terezinha, Paranatama, Caetés, Garanhuns, Saloá e Lagoa do Ouro) e oito alagoanos (Quebrangulo, Palmeira dos Índios, Paulo Jacinto, Viçosa, Cajueiro, Capela, Atalaia e Pilar). Após percorrer os seus 192,53 quilômetros desde a nascente, o rio deságua na Lagoa Manguaba, no município de Pilar, no estado de Alagoas.
As precipitações na bacia vão de 800mm de chuva no agreste pernambucano até 1950mm na região do litoral alagoano, exposta a úmidos ventos alísios.
As águas do Paraíba do Meio apresentam diversos usos em território alagoano, como a produção de açúcar e álcool, irrigação de canaviais, além de sanear as cidades às suas margens e servir de esteio à pesca, ao turismo e ao lazer. O rio gera ainda energia hidrelétrica.